# Brasão de Niterói
O Brasão do município de Niterói tem a forma do escudo ibérico, utilizado em Portugal à época do descobrimento do Brasil, ressaltando justamente a origem portuguesa da nossa colonização. Oito torres coroam o brasão, das quais cinco são aparentes. As torres douradas são utilizadas exclusivamente para representar uma capital. À época em que o brasão foi criado, Niterói era a capital do antigo Estado do Rio de Janeiro, condição que perdeu com a fusão com o Estado da Guanabara, em 1975.

## Descrição
Escudo ibérico com campo esquartelado: o 1º de goles, com duas flechas passadas em aspa, encimadas por um cocar, tudo de argente; o 2º de argente carregado do monograma IHS, sobreposta a letra H de uma cruz e com três cravos postos em pala, sob o monograma, tudo de goles - das Armas da Companhia de Jesus; o 3º de sinopla, com uma coroa imperial de jalde; o 4º de goles, com uma roda dentada de jalde, tendo no vazio o caduceu de Mercúrio, de argente. Em contra-chefe de blau, uma rocha de jalde, sobre um mar do campo, ondado de argente. Timbre: uma coroa mural de jalde, com oito torres, sendo cinco aparentes, lavradas, abertas e iluminadas de sable. Sob o escudo, listel duplo de goles, com o topônimo "NITERÓI", tendo as datas: 1573, à dextra; 1819, abaixo; e 1835, à senestra, em letras e algarismos de argente.

## Interpretação
- Primeiro campo: ocupado por um cocar e duas flechas, representando a tribo Temiminó de Arariboia, o fundador da cidade. O fundo é vermelho, numa possível alusão à coragem, grandeza e valor dos índios.
- Segundo campo: contém as iniciais IHS (Iesus Hominis Salvador - Jesus Salvador dos Homens), da Companhia de Jesus, e cravos, representando a união entre os jesuítas e os Temiminós, que deu início à Aldeia de São Lourenço. Para o fundo foi escolhida a cor prata, que representa valores ligados à religião e à espiritualidade, como a beleza, a pureza e a vitória.
- Terceiro campo: ocupado pela coroa imperial do segundo reinado, homenageando a Dom Pedro II, que deu à Niterói o título de Cidade Imperial. Aqui, o fundo é verde, cor representativa da renovação e da esperança, mas que é, também, a cor da casa de Bragança, da família imperial.
- Quarto campo: a roda dentada simboliza a indústria, lembrando o fato de Niterói ter sido a pioneira na industrialização no Brasil, com a Companhia Ponta d'Areia, do Barão de Mauá. Ao centro da roda dentada, o caduceu de Mercúrio, deus do comércio. Mais uma vez é utilizada a cor vermelha, procurando ressaltar a grandeza e valor desses empreendimentos.
- Contrachefe: a Pedra da Itapuca, tornada famosa através dos ex-libris do Barão do Rio Branco e de algumas Lojas Maçônicas, representa nossas belezas naturais. O fundo azul, representativo da alegria, saber e lealdade, em alusão às características da cidade e de seus habitantes.[1]

Sob o brasão, duas faixas vermelhas desfraldadas trazem o nome da cidade e três datas: 1573, 1819 e 1835, alusivas, respectivamente, à fundação de Niterói, à criação da Vila Real da Praia Grande e à elevação da Vila à condição de cidade e capital da Província.